# Katherine Sophie Dreier
Katherine Sophie Dreier (Brooklyn, 10 de septiembre de 1877-Milford, 29 de marzo de 1952) fue una artista, mecenas y coleccionista de arte estadounidense. Junto con Marcel Duchamp y Man Ray fundó la asociación de arte Société Anonyme de Nueva York y formó parte del grupo de artistas Abstracción-Creación.    
Contó con la primera colección permanente de arte moderno, con 175 artistas representados en más de 800 obras que donó a la Universidad Yale. Sus obras se expusieron en Europa y Estados Unidos, incluida la Exposición Internacional de Arte Moderno de 1913.   
También fue una activa sufragista y asistió como delegada a la sexta convención de la Alianza Internacional de Mujeres en Estocolmo. Fue jefa del Comité Germano-Estadounidense del partido Sufragista Femenino de Nueva York en 1915. 

## Biografía

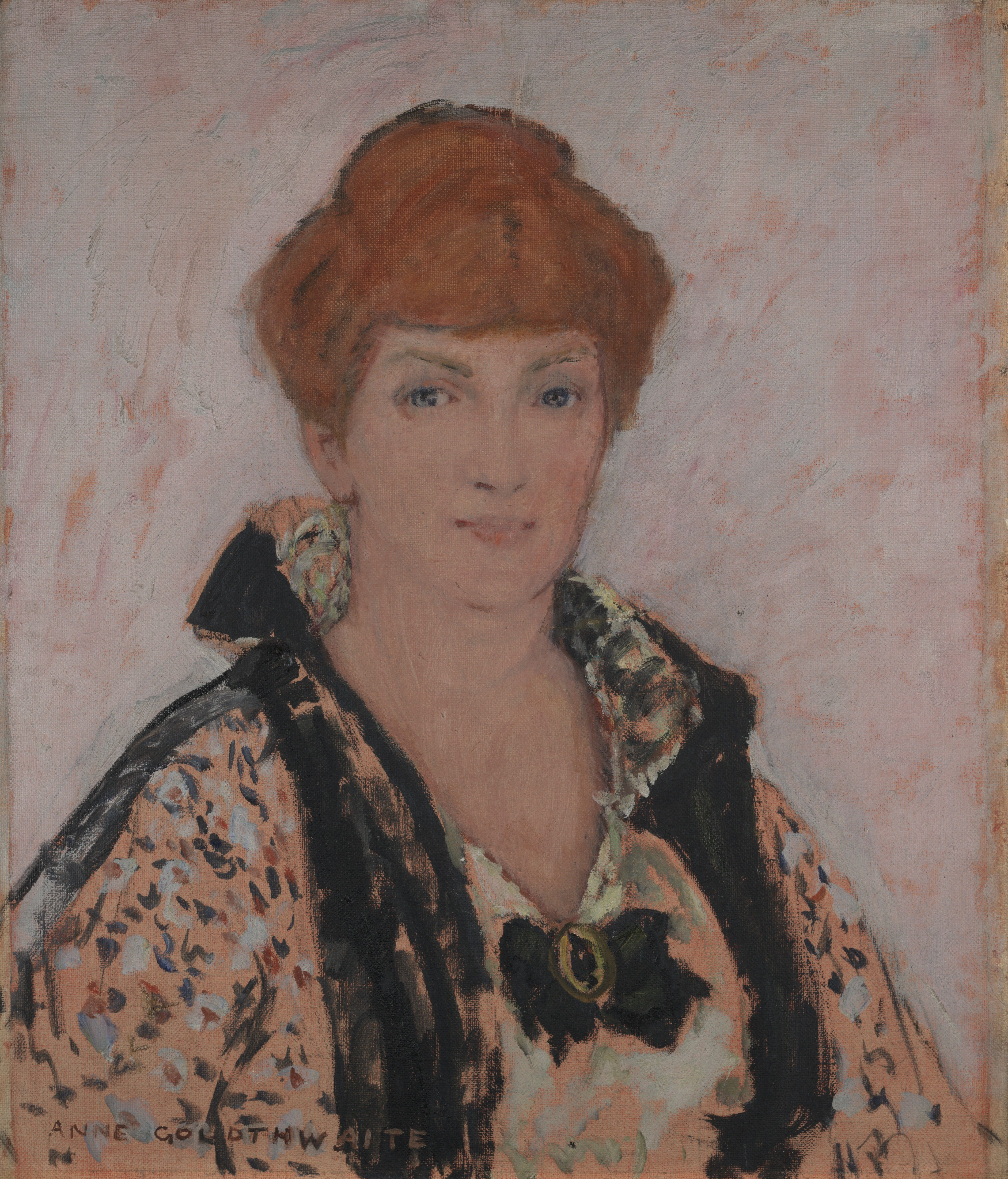
Anne Goldthwaite - Retrato de Katherine S. Dreier, entre 1915 y 1916, Galería de Arte de la Universidad de Yale

Katherine Sophie Dreier nació en Brooklyn, Nueva York, el 10 de septiembre de 1877. Era hija de Dorothea Dreier y de Theodor Dreier, un industrial que llegó a Estados Unidos en 1849 como socio de la sucursal de la empresa siderúrgica inglesa Naylor, Benson and Company. Sus padres, que eran primos y provenían de Dresde, se casaron en 1864 y se fueron a vivir a Brooklyn Heights, Nueva York. 
Fue la pequeña de cuatro hermanos. Las tres hermanas recibieron una educación igualitaria, con las mismas oportunidades que su hermano varón. A los 12 años recibió lecciones de arte semanalmente y asistió a George Brackett, una escuela privada de Brooklyn. Sus hermanas, Margaret y Mary, desempeñaron papeles destacados en el movimiento sufragista y Dorothea fue una pintora posimpresionista, que viajó y estudió con Katherine en Europa.
Desde muy joven estuvo involucrada en el movimiento sufragista. En 1900 su madre fundó la Casa alemana para la recreación de mujeres y niños, donde Katherine ejerció un voluntariado como tesorera durante nueve años. También fue cofundadora y presidenta de la Asociación de Vecinos de Little Italy Association de Brooklyn en 1905. Cinco años más tarde, se convirtió en una de las primeras directoras de la Manhattan Trade School, una organización que pretendía formar a chicas jóvenes en oficios manuales.Participó en la Alianza Internacional de Mujeres, a cuya sexta convención en Estocolmo, Suecia, en 1911, asistió como delegada. En 1915 dirigió el Comité Germano-Estadounidense del Partido por el Sufragio Femenino de la Ciudad de Nueva York.
Durante su estancia en Londres en 1911 conoció al pintor estadounidense Edward Trumbull y ese mismo año se casó con él en su casa de Brooklyn. A las pocas semanas de la boda, descubrió que él ya estaba casado y, convencida de que «un matrimonio inglés no era legalmente vinculante en Estados Unidos», imprimió unas tarjetas que envió por correo a quienes habían recibido la invitación de la boda, con el siguiente texto: «El matrimonio celebrado el 8 de agosto entre Katherine S. Dreier y Edward Trumbull ha resultado nulo debido a la existencia de una esposa anterior del Sr. Trumbull de la que no estaba separado legalmente, y no habiendo vivido las partes juntas como marido y mujer, el Sr. y la Sra. H. Edward Dreier retiran por la presente su anuncio del matrimonio enviado antes de que se conociera este hecho». Esta nota anuló el matrimonio y ella pudo regresar a Londres.

## Formación

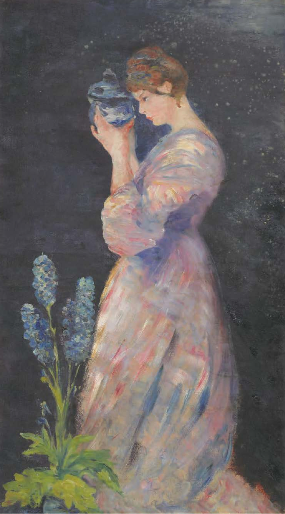
The Blue Bowl, expuesto en el Armory Show en 1913.

Dreier se interesó por el arte desde muy joven y tuvo la oportunidad de estudiar en Estados Unidos y en Europa gracias a la fortuna y el carácter progresista de sus padres. Estudió arte en la Brooklyn Art School, de 1895 a 1897, y en 1900 se matriculó con su hermana Dorothea en el Instituto Pratt. Dos años más tarde viajó por Europa donde amplió sus estudios de arte. A su regresó, recibió clases del pintor Walter Shirlaw, quien le proporcionó una base en los fundamentos del arte. Entre 1907 y 1914 vivió principalmente en París, formándose con el pintor Raphaël Collin, y en Múnich, con el maestro Gustaf Britsch. Durante esta primera estancia en Europa compró obras, estableció contactos con artistas europeos, hizo dos exposiciones individuales, una en las Galerías Doré de Londres y la otra en Frankfurt, y participó en varias exposiciones colectivas.

## Carrera
Su primera exposición en Estados Unidos fue en la Galería MacBeth de Nueva York. A finales de 1912, expuso dos de sus obras,The Blue Bowl y The Avenue, Holland en el Armory Show.Allí descubrió la obra de Duchamp Desnudo bajando una escalera (considerada entonces un escándalo) y percibió la vitalidad y originalidad de la vanguardia en la pintura, y lo poco que se entendía el arte moderno.

### El Taller Cooperativo de Murales
Tras la respuesta burlona al Armory Show, Dreier creó el Taller Cooperativo de Murales en 1914. Describió el taller como algo que «unía el arte y la artesanía y producía utilidad y belleza».Aunque el colectivo duró poco, durante ese tiempo pintaron murales, realizaron talleres y organizaron exposiciones.

### La Sociedad de Artistas Independientes
Con el estallido de la Primera Guerra Mundial, regresó definitivamente a Estados Unidos. En 1916 se hizo miembro de la Sociedad de Artistas Independientes de Nueva York, donde conoció a Duchamp con quien mantuvo una amistad que duraría toda la vida. A través del coleccionista de arte Walter Arensberg también conectó con otros artistas de la vanguardia y expuso dos obras en su Primera Exposición Anual (del 10 de abril al 6 de mayo de 1917). Tanto Wassily Kandinsky como Duchamp influyeron en su obra, lo que se materializaría en el Retrato abstracto de Marcel Duchamp, realizado en 1918, una obra que marcó su transición al arte moderno.

### La Société Anonyme
En 1920, Dreier, Duchamp y Man Ray fundaron la Société Anonyme para «el estudio y la promoción del arte moderno», como el cubismo, expresionismo, dadaísmo, futurismo y el arte de la Bauhaus. Dreier fue una impulsora de la organización, a través del apoyo financiero y de la promoción. La Société celebró su primera exposición el 30 de abril de 1920.A partir de entonces se convirtió en el museo estadounidense más importante de arte moderno promoviendo a los artistas a través de sus conferencias, exposiciones y publicaciones. Entre ellos se encontraban Paul Klee, Stanton Macdonald-Wright, Wassily Kandinsky, Heinrich Campendonk, Joan Miró, David Burliuk, Kazimir Malevich y Fernand Léger. La Société poseía la primera colección permanente de arte moderno de Estados Unidos, con 175 artistas representados en más de 800 obras. En 1926, inauguró la primera gran exposición de arte moderno en Estados Unidos desde el Armory Show, en el Museo de Brooklyn, del 19 de noviembre de 1926 hasta el 10 de enero de 1927 (tres años antes de que existiera el Museo de Arte Moderno. Duchamp y Dreier presentaron la colección de arte de la Société Anonyme a la Universidad de Yale en 1941, y en 1950 ambos publicaron un catálogo de las obras de la Société Anonyme donadas a esta universidad. 
Dreier estuvo profundamente resentida con el Museo de Arte Moderno de Nueva York (MoMa). Según su opinión, un advenedizo rival cuyos adinerados patrocinadores, le habían robado su proyecto, sus ideas e incluso el nombre (el subtítulo de la Société Anonyme era "Museo de Arte Moderno"). Las salas de exposición de la Société Anonyme eran demasiado pequeñas y los intentos de Dreier por encontrar un espacio más grande no tuvieron éxito. Su incansable idealismo no pudo compensar la falta del apoyo financiero necesario porque los fondos, que provenían principalmente de ella y de sus dos hermanas, eran insuficientes. Su sociedad —que con el tiempo se fue convirtiendo cada vez más en una empresa unipersonal— podía reivindicar, y reivindicó, ser el primer museo del mundo dedicado exclusivamente al arte moderno. La organización finalizó en su 30.º aniversario en 1950, cuando los tres fundadores la disolvieron formalmente. 

### Crítica e historiadora del arte
En 1923 publicó el libro Western Art in the New Era sobre el arte moderno. En él reflejaba su punto de vista, inspirado en Kandinsky, sobre lo espiritual en el arte. Entre 1930 y 1931 impartió conferencias en la New School for Social Research y en la Rand School. En 1933 se celebró una retrospectiva de su obra en la Academy of Allied Arts de Nueva York, y ese mismo año publicó su libro Shawn the Dancer, sobre su amigo y bailarín Ted Shawn. La exposición 40 Variations, una muestra de 1935 de pinturas abstractas inspiradas en la música, incluyó obras suyas. En 1934 Dreier organizó una exposición dedicada a las mujeres artistas.

## Últimos años
Su salud comenzó a decaer en 1942, pero continuó trabajando, impartiendo conferencias y escribiendo hasta su fallecimiento el 29 de marzo de 1952 en Milford, Connecticut. 